# Podgaće
 Podgaće  (olaszul: Pogacce) falu Horvátországban, Isztria megyében. Közigazgatásilag Lanišćéhez tartozik.

## Fekvése
Az Isztriai-félsziget északi részén a Ćićarija-hegység területén, Buzettől 10 km-re keletre, községközpontjától 1 km-re északnyugatra egy karsztmező szélén fekszik. Az északi szelektől egy 200 méter magas sziklás magaslat védi, melyből ásványvízforrás fakad. Itt halad át a Lanišćéből Brestre menő út.

## Története
Podgaće a középkorban a rašpori uradalom része volt. Első írásos említése az 1358-as urbáriumban történt. Az aquileai pátriárka és a goriciai grófok uralma alatt állt. 1394-ben velencei uralom alá került. A falunak 1857-ben 212, 1910-ben 368 lakosa volt. Lakói főként mezőgazdaságból, állattartásból, tejtermelésből éltek. Áruikat főként Triesztben értékesítették. 2011-ben 54 lakosa volt.

## Lakosság

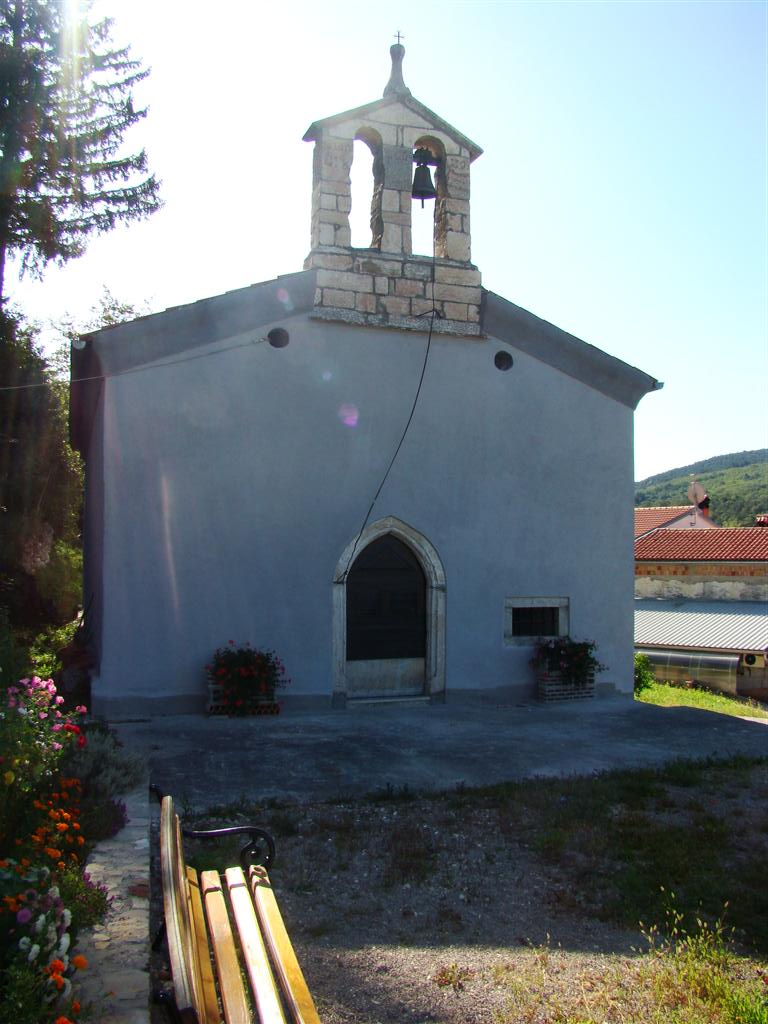
A Szent Anna templom

| Lakosság változása | Lakosság változása | Lakosság változása | Lakosság változása | Lakosság változása | Lakosság változása | Lakosság változása | Lakosság változása | Lakosság változása | Lakosság változása | Lakosság változása | Lakosság változása | Lakosság változása | Lakosság változása | Lakosság változása | Lakosság változása |
| ------------------ | ------------------ | ------------------ | ------------------ | ------------------ | ------------------ | ------------------ | ------------------ | ------------------ | ------------------ | ------------------ | ------------------ | ------------------ | ------------------ | ------------------ | ------------------ |
| 1857               | 1869               | 1880               | 1890               | 1900               | 1910               | 1921               | 1931               | 1948               | 1953               | 1961               | 1971               | 1981               | 1991               | 2001               | 2011               |
| 212                | 230                | 266                | 272                | 343                | 368                | 0                  | 0                  | 304                | 241                | 150                | 85                 | 56                 | 63                 | 46                 | 54                 |

## Nevezetességei
A falu nyugati szélén áll Szent Anna tiszteletére szentelt temploma. Egyszerű, egyhajós épület, homlokzata felett nyitott római típusú harangtoronnyal. Régiségét mutatja kapujának gótikus kőkerete. Belső dísze fából faragott szép barokk oltára, mely 1654-ben készült. Közelében tiszta vizű forrás és itató található.